# آنتونت ۴
آنتونت ۴ (به انگلیسی: Antoinette_IV) یک هواگرد ملخ‌پیشین تک‌موتوره از نوع اثبات‌گر فناوری  ساخت شرکت Antoinette است. هواگرد آنتونت ۴ نخستین پروازش را در ۱۹ اکتبر ۱۹۰۸ میلادی انجام داد. در مجموع، تعداد ۱ فروند از این هواگرد ساخته شده‌است.
طراح این هواگرد، Léon Levavasseur بود.